# Bukranion

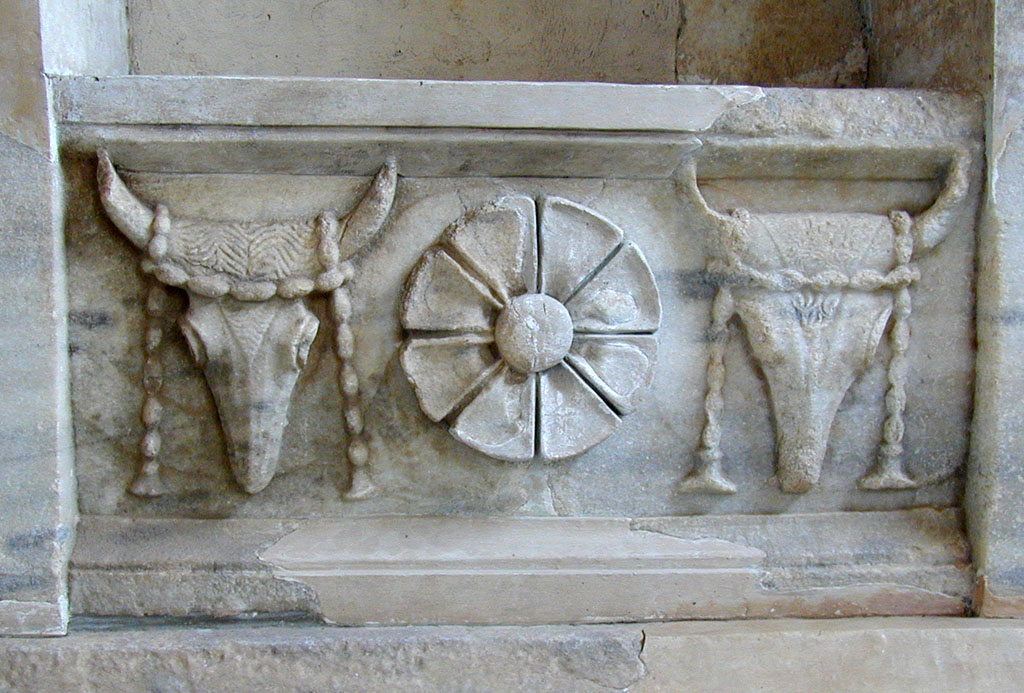
Bukraniony jako motyw dekorujący fryz rotundy Arsinoeion na Samotrace

Bukranion (βουκράνιον, dosł. „czaszka byka”, z gr. boús – byk, kraníon – czaszka) – reliefowy motyw dekoracyjny w postaci byczej głowy lub czaszki, najczęściej dodatkowo zdobiony girlandami i wstęgami zawieszonymi na rogach zwierzęcia.
Ze względu na symbolikę byka jako zwierzęcia ofiarnego bukraniony występowały głównie w antycznej architekturze sakralnej, umieszczano je też na obiektach upamiętniających i funeralnych (sarkofagach, ołtarzach, naczyniach).
Motyw wywodził się ze starożytnego Wschodu, szeroko stosowano go w architekturze starożytnej Grecji, a zwłaszcza Rzymu, jako element ciągły fryzów lub pojedynczo, zawarty w metopach. Spotykany jest również w ornamentyce stylów czerpiących wzory z antyku: renesansu, manieryzmu, klasycyzmu, także historyzmu.
Podobnym typem ornamentu był aegikranion wykorzystujący motyw czaszki koziej.